# Tepuívireo
Tepuívireo (Vireo sclateri) är en fågel i familjen vireor inom ordningen tättingar.

## Utbredning och systematik
Tepuívireo förekommer som namnet antyder i tepuier i södra Venezuela, västra Guyana och nordligaste Brasilien. Den placerades fram tills nyligen i släktet Hylophilus, men genetiska studier visar att den är närmare släkt med arterna i Vireo.

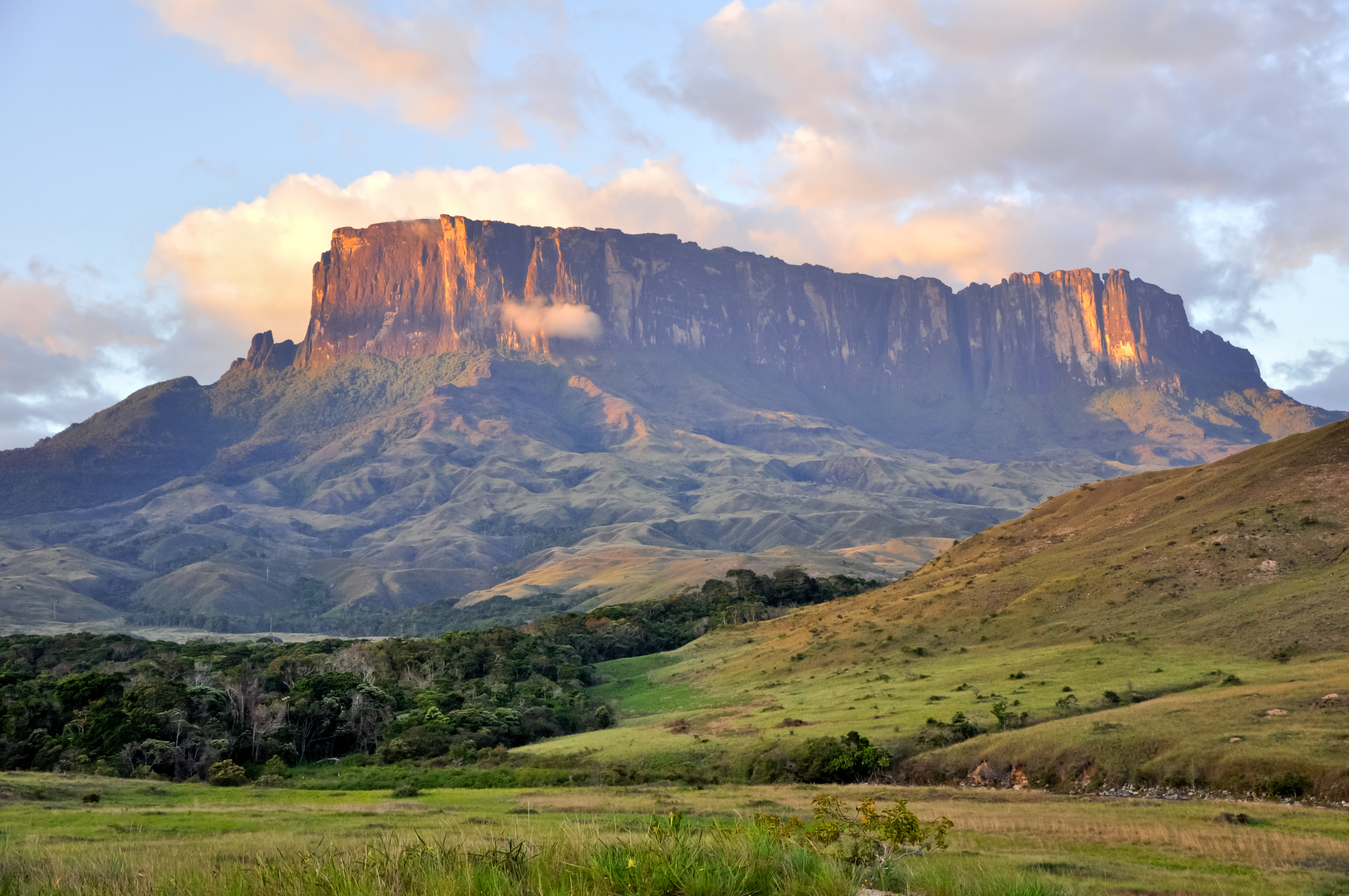
Fågeln förekommer endast på platåberg som kallas tepuier, här Roraima.

## Status
IUCN kategoriserar arten som livskraftig.

## Namn
Fågelns vetenskapliga artnamn hedrar Philip Lutley Sclater (1829–1913), engelsk ornitolog och samlare av specimen.